# TusenFryd
TusenFryd est un parc d'attractions situé à Vinterbro, en Norvège (à 20 km au sud d'Oslo).

## Histoire
Le parc fut officiellement ouvert le 11 juin 1988 après 18 mois de construction.

## Le parc d’attractions

### Les montagnes russes
| Nom                       | Type / Modèle                       | Constructeur | Année         |
| ------------------------- | ----------------------------------- | ------------ | ------------- |
| Dvergbanen                | Montagnes russes en métal junior    | SBF Visa     | 1996          |
| Loopen                    | Montagnes russes en métal           | Vekoma       | 1988          |
| Speed Monster             | Montagnes russes lancées            | Intamin      | 23 avril 2006 |
| Storm - The Dragon Legend | Montagnes russes inversées          | Gerstlauer   | 27 mai 2023   |
| SuperSplash               | Montagnes russes aquatiques         | Mack Rides   | 2003          |
| ThunderCoaster            | Montagnes russes en bois            | Vekoma       | 1er mai 2001  |
| Western-Expressen         | Junior / Vekoma Junior Coaster 335m | Vekoma       | 2012          |

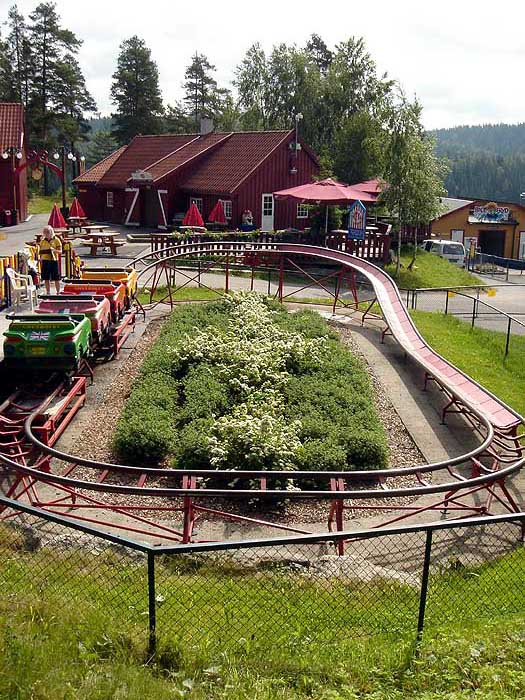
Dvergbanen
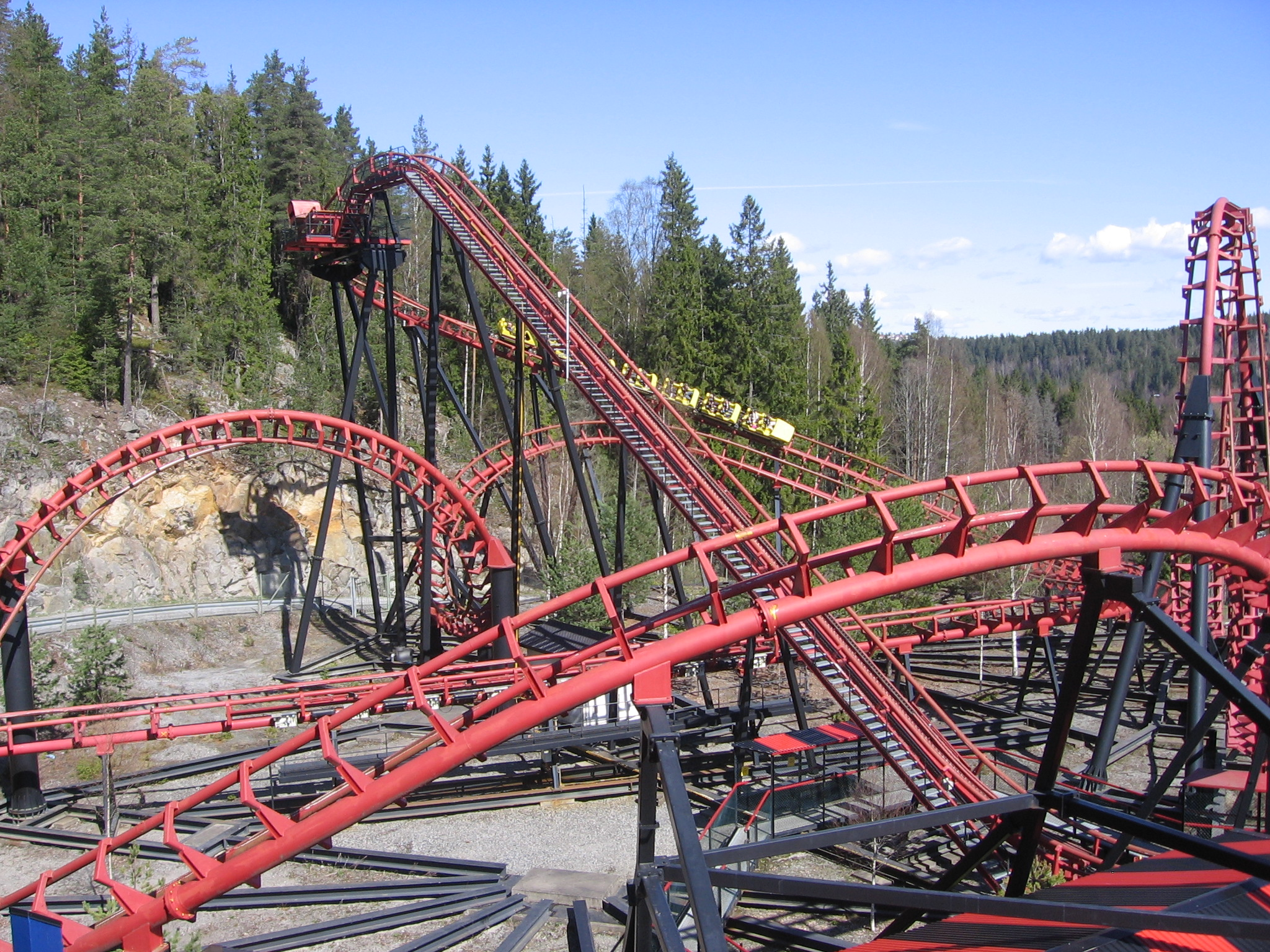
Loopen
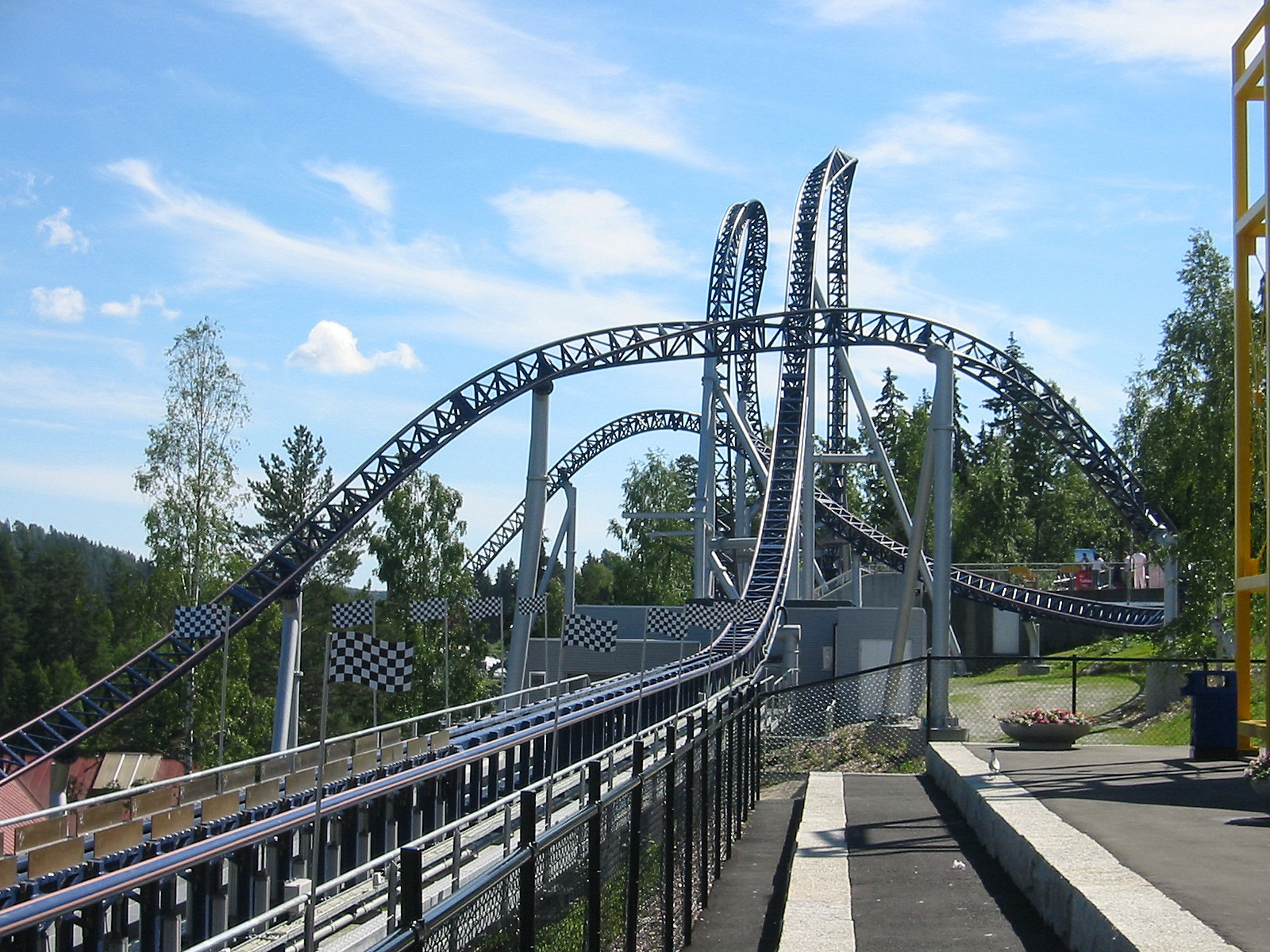
Speed Monster
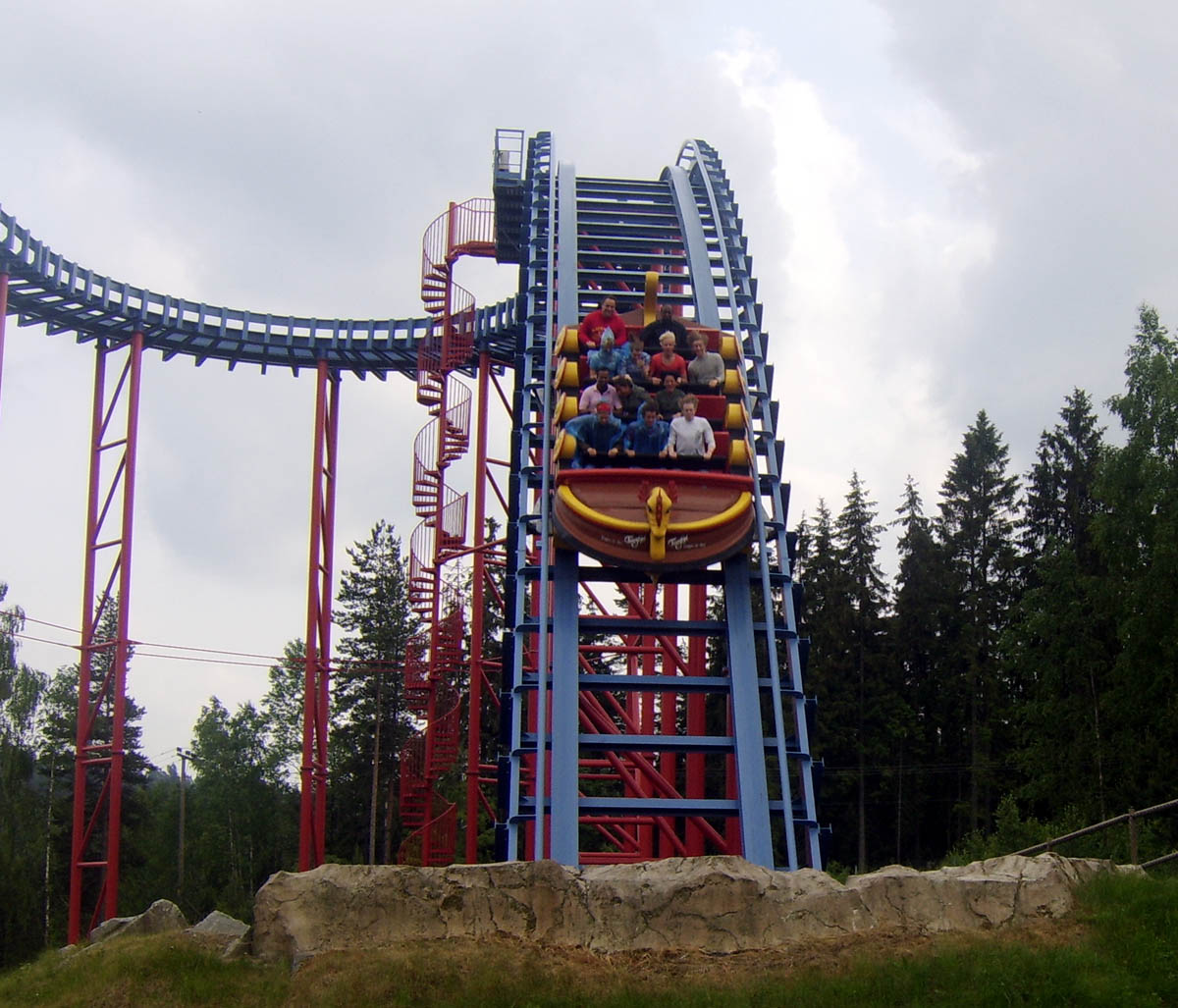
SuperSplash
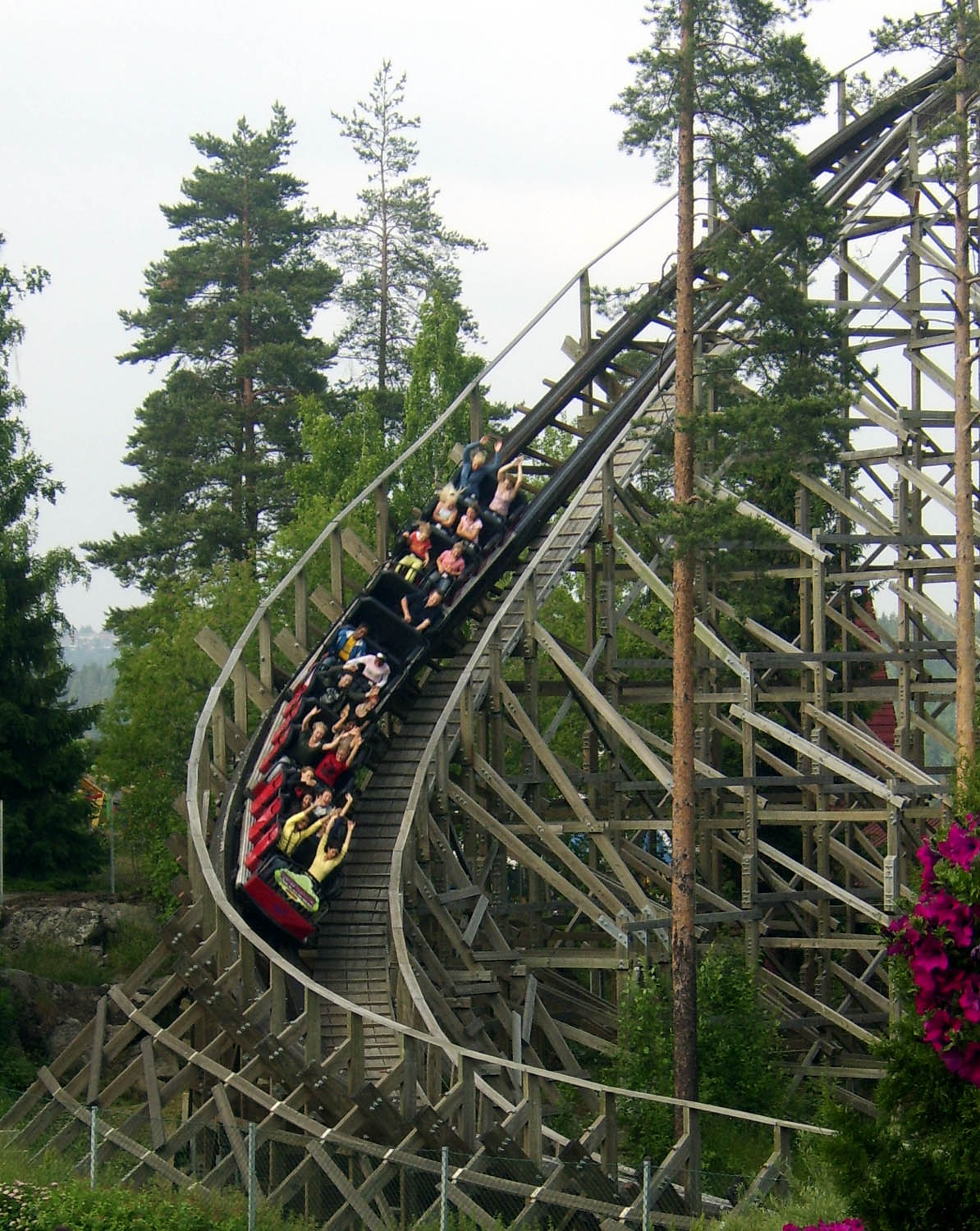
ThunderCoaster
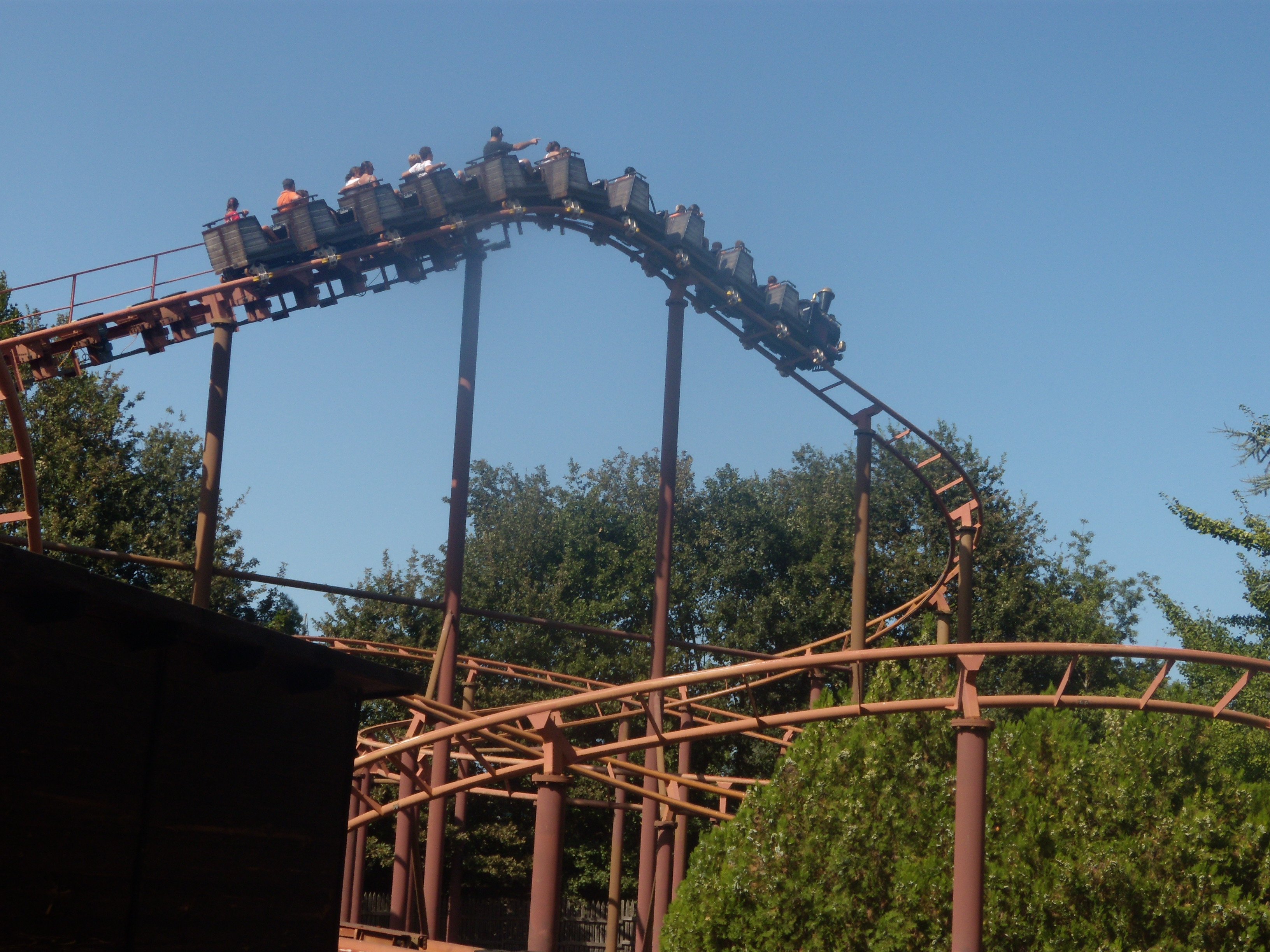
Western-Expressen

### Les anciennes montagnes russes
| Nom    | Type / Modèle | Constructeur | Année       |
| ------ | ------------- | ------------ | ----------- |
| Dragon | E-Powered     | Zamperla     | 1990 - 2011 |

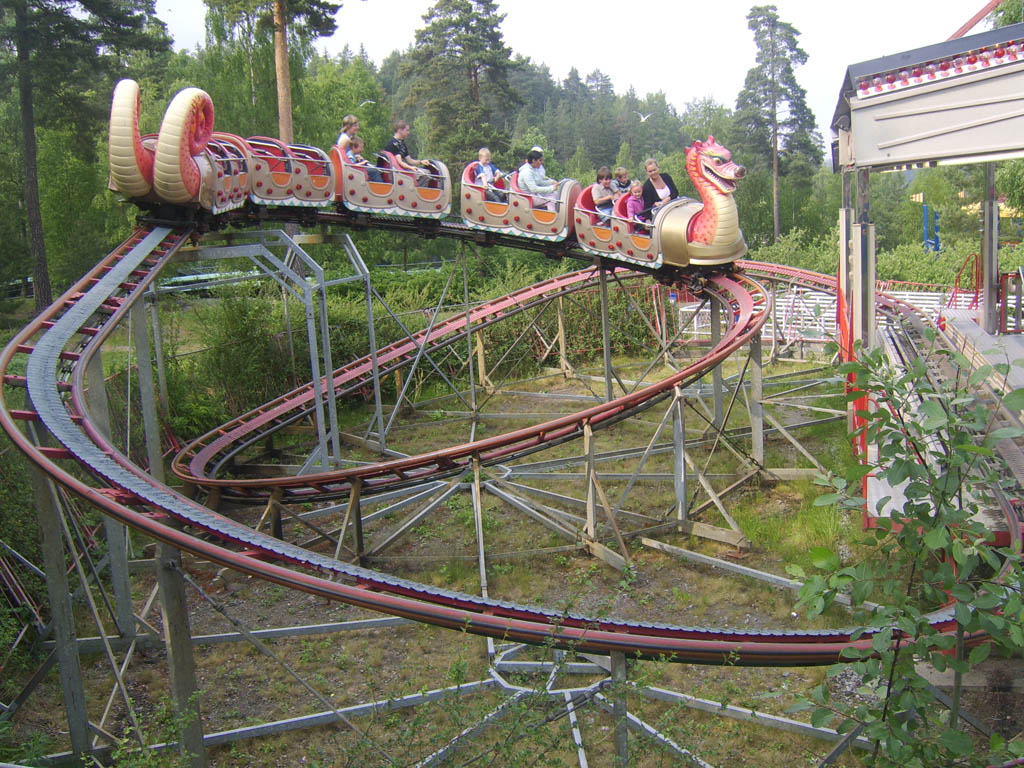
Dragon

### Les attractions aquatiques
- Ragnarok - Rivière rapide en bouées (Hafema, 2016)
- Tømmerstupet - Bûches (Arrow Dynamics, 1988)

### Autres attractions

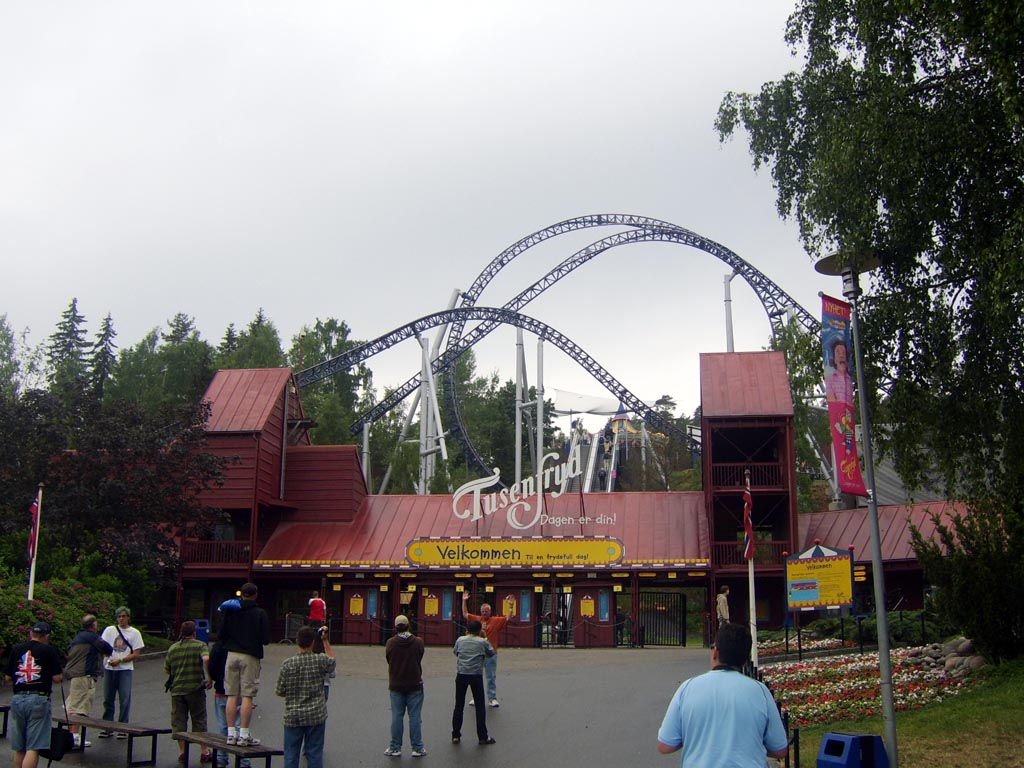
Entrée du parc

- Japp SpaceShot - Double Shot (S&S Worldwide, 1998)
- Kanofarten
- The SkyCoaster - Skycoaster
- Trippelsklia - Toboggan aquatique
- SpinSpider - Frisbee (2009)
- BadeFryd
- BadeFrydelven - Toboggan aquatique
- Sverre Husken - Chaises volantes Zierer
- Finkarusellen - Carrousel
- Små Radiobiler - Autos tamponneuses junior
- MC Hopp
- Kanofarten - Bateau à bascule (2008)
- Thor's Hammer - Parcours scénique (ETF Ride Systems, P&P Projects, 2013)
- Nightmare - Parcours scénique (Alterface 2010)
- Forskehoppet
- Dyrekarusellen - Carrousel
- Den aller minste
- Blekkspruten - Pieuvre (Lee Eyerly)
- Spøkelseshuset - Train fantôme
- Balongferden
- Bestefars bil - Promenade en tacots
- Barneflyene - Manège avion
- Fjernstyrte båter